# Rothmans International London 1972
Il Rothmans International London 1972 è stato un torneo di tennis giocato sul sintetico indoor, che fa parte del Commercial Union Assurance Grand Prix 1972. Si è giocato a Londra in Gran Bretagna, nella Royal Albert Hall, dal 18 al 22 gennaio 1972.

## Campioni

### Singolare
Cliff Richey ha battuto in finale  Clark Graebner con il punteggio di 7–5 6–7 7–5 6–0

### Doppio
Clark Graebner /  Tom Gorman hanno battuto in finale  Bob Hewitt /  Frew McMillan con il punteggio di 6–7, 6–5, 6–4, 4–6, 6–4